# Patrick Thairet
Patrick Thairet est un joueur de football belge devenu entraîneur né le 21 août 1960.
Milieu de terrain emblématique du RWD Molenbeek dont il a été le fidèle capitaine, il a joué 15 saisons dans le club bruxellois, soit 394 matches officiels (309 en D1, 55 en D2 et 30 en Coupe de Belgique) et 53 buts marqués (24 en D1, 21 en D2 pour 8 en CB).
Il effectue ensuite une carrière d'entraîneur. Il dirige le RWDM qu'il parvient à faire remonter en Division 1 en 2001. Mais la saison suivante, il est limogé à la suite d'un début de championnat catastrophique, et remplacé par Emilio Ferrera. Le club terminera finalement 10e du championnat, en vain car il sera radié et disparaîtra peu de temps après.

## Palmarès de joueur
- International espoirs en 1981
- Champion de Belgique D2 en 1985 et 1990 avec le RWD Molenbeek

## Palmarès d'entraîneur
- Vainqueur du Tour final du championnat de Belgique D2 en 2001 avec le RWD Molenbeek